# Pius XII.
Ctihodný Pius XII., rodným jménem Eugenio Maria Giuseppe Giovanni Pacelli, (2. března 1876, Řím – 9. října 1958, Castel Gandolfo) byl od 2. března 1939 až do své smrti papežem a suverénem státu Vatikán.
Než byl zvolen papežem, sloužil jako sekretář Kongregace pro mimořádné církevní záležitosti, apoštolský nuncius a kardinál státní sekretář, v kterýchžto úřadech dojednal smlouvy mezi mnoha státy a Vatikánem, z nichž nejznámější je tzv. Říšský konkordát.
Hodnocení jeho vedení katolické církve v období druhé světové války a holocaustu je předmětem sporů. Na jedné straně je odsuzován za snahu zůstat neutrální a nedostatečné vyjádření ve věci holocaustu, na druhé straně jeho neveřejné diplomatické aktivity a jím iniciovaná a podporovaná „podzemní činnost“ církevních struktur zachránila před smrtí statisíce Židů.
Po válce se stavěl za shovívavý přístup k poraženým národům a setrval v dlouhodobé tvrdé opozici vůči komunismu. V roce 1949 stvrdil dekret svatého oficia, který exkomunikoval z katolické církve členy komunistických stran a vyhlašoval automatickou exkomunikaci každého, kdo do takových stran vstoupí nebo je bude podporovat.
Pius XII. se stal po Piovi IX. druhým (a zatím posledním) papežem, který využil papežské neomylnosti od jejího definování jakožto dogmatu, k definici nového dogmatu, když v roce 1950 „ex cathedra“ vyhlásil Dogma o nanebevzetí Panny Marie. Vydal též apoštolskou konstituci Exsul familia, první dokument Svatého stolce, který systematicky řeší otázku migrantů.
Vydal 40 encyklik, včetně encyklik Divino afflante Spiritu, která měla velký vliv na následující vývoj katolické biblistiky, a Humani generis, která pojednává o stvoření člověka a o názoru katolické církve na evoluci a evolucionismus. Rozsáhlým jmenováním nových kardinálů na tzv. Velké konzistoři v roce 1946 ukončil 500 let přetrvávající většinu Italů v kolegiu kardinálů.
Dne 19. prosince 2009 jej papež Benedikt XVI. prohlásil za ctihodného.

## Život

### Rodina a dětství

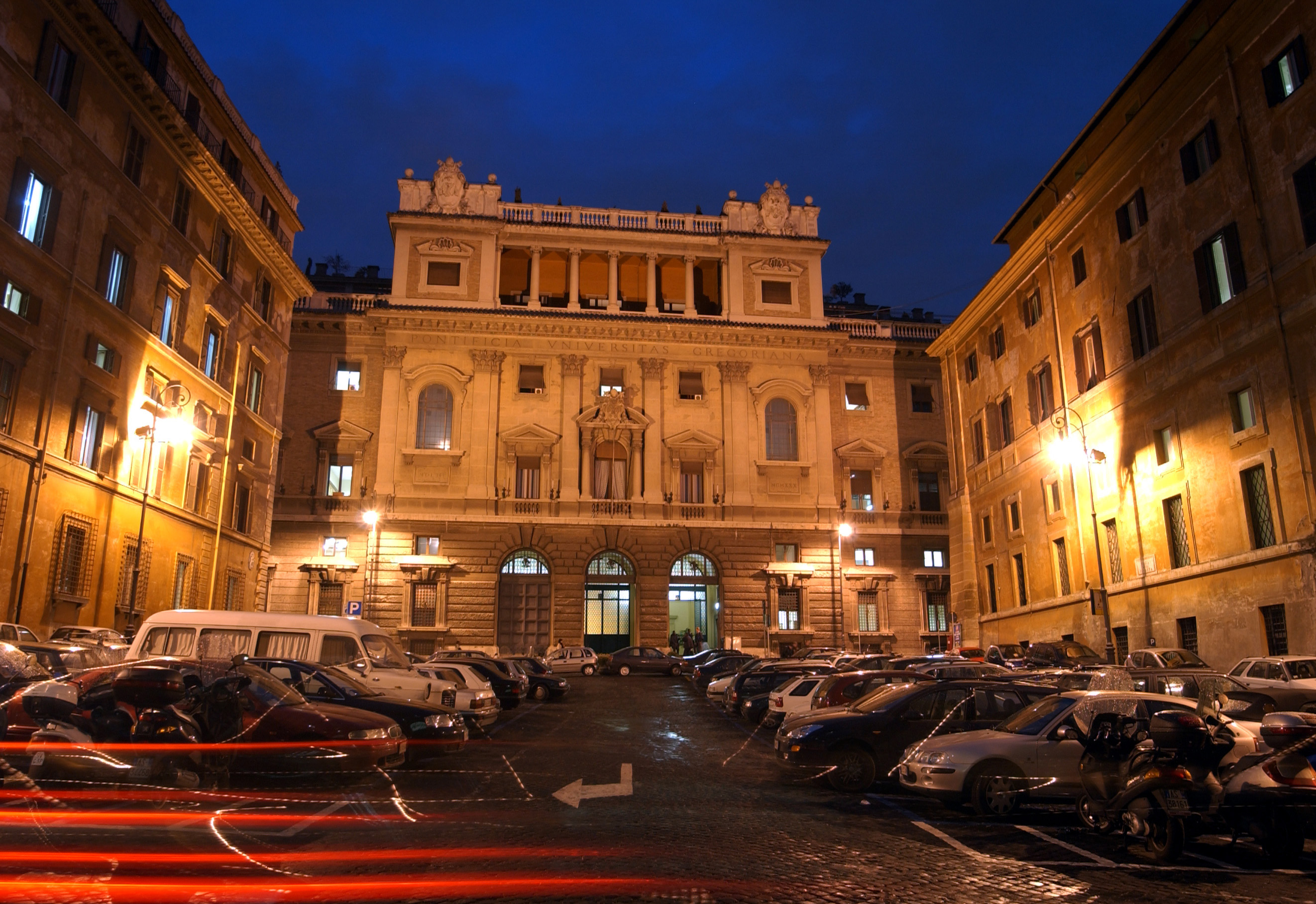
Papežská univerzita Gregoriana (foto z roku 2007) tehdy představovala, stejně jako dnes, vrchol teologického a církevně-právního vzdělávání.

Pacelli byl aristokrat z rodu pevně svázaného se Svatým stolcem. Byl synem Filippa Pacelliho, významného právníka a děkana Římské roty. Jeho bratr, Francesco Pacelli, se stal uznávaným církevním právníkem a hrál klíčovou roli při uzavírání Lateránských smluv. Pius XII. mu později udělil titul markýze. Dědem Eugenia Pacelliho byl Marcantonio Pacelli, podsekretář papežského Ministerstva financí, ministr vnitra Papežského státu (1851–1870) a zakladatel vatikánského deníku L'Osservatore Romano. Bratrancem Pia XII. byl Ernesto Pacelli, klíčový finanční poradce papeže Lva XIII. Mladý Pacelli měl být původně právníkem, ale ve dvanácti letech oznámil rodičům své rozhodnutí stát se namísto toho knězem.
Pacelli získal střední vzdělání na Viscontiho institutu a v roce 1894 vstoupil do semináře v Almo Capranica (ze zdravotních důvodů ale mohl bydlet doma, nikoliv v semináři), na přednášky docházel na Gregoriánskou univerzitu. Zde vydržel pouze rok. Z důvodu svého vážného zdravotního stavu odešel na dlouhý ozdravný pobyt do venkovského sídla Pacelliů. Po návratu z něj se vrátil do semináře. Nikoliv však do Capranici, ale na Apollinareův institut Lateránské univerzity. Poté si ještě započal studovat filosofii na Univerzitě La Sapienza. V roce 1899 promoval v oborech teologie a obojího práva a stal se knězem.

### Kněz a monsignore

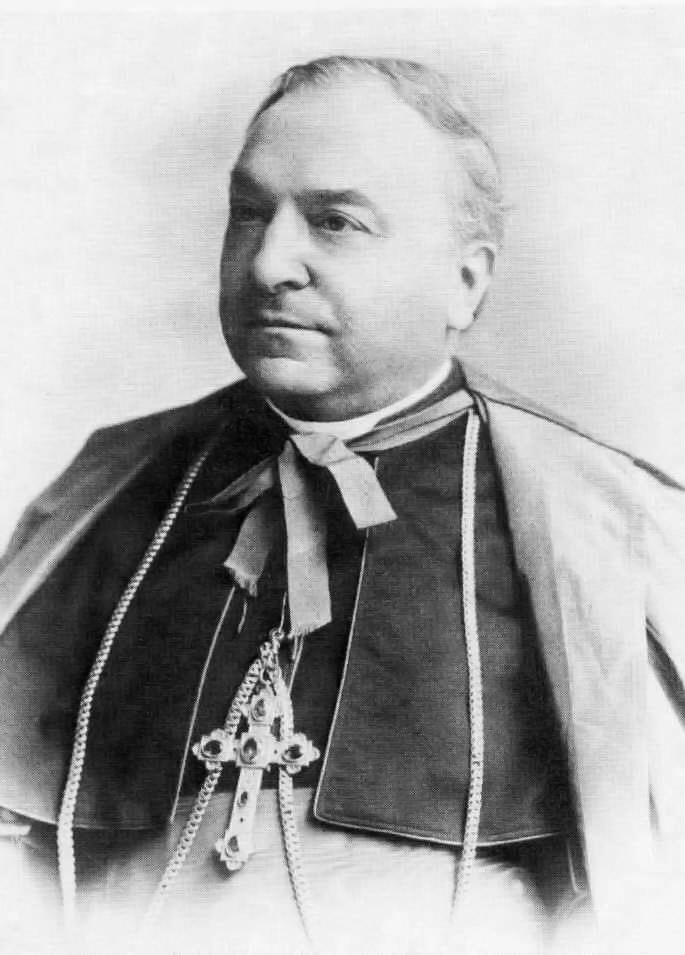
Pacelli byl žákem a pravou rukou kardinála Gasparriho.

Pacelli byl vysvěcen na kněze o velikonoční neděli, 2. dubna 1899. Jeho světitelem byl arcibiskup Francesco di Paola Cassetta a prvním pověřením bylo místo kaplana v Chiesa Nuova, kde dříve ministroval. V roce 1901 se stal na doporučení kardinála Vannutelliho minutantem Kongregace pro mimořádné církevní záležitosti.
V roce 1904 se stal Pacelli papežským komořím a o rok později monsignorem. V letech 1904–1916 pomáhal kardinálu Gasparrimu s kodifikací kanonického práva.
Jeho kariéra se stále více orientovala nejen do světa práva, ale též diplomacie. Jeho prvním významným úkolem v této oblasti bylo doručení kondolence Eduardu VII. poté, co zemřela jeho matka, královna Viktorie. V roce 1908 reprezentoval Svatý stolec na Mezinárodním eucharistickém kongresu, roku 1911 pak při korunovaci Jiřího V.
Pacelli postupně odmítl post profesora kanonického práva nejprve na Římské univerzitě (1908) a poté na Americké katolické univerzitě (1911). V roce 1911 se stal podsekretářem, pak mladším sekretářem (1912) a nakonec sekretářem (1914) Kongregace pro mimořádné církevní záležitosti. Na posledním postu vystřídal kardinála Gasparriho, který nastoupil do úřadu státního sekretáře. Jako sekretář Kongregace Pacelli dojednal a uzavřel konkordát se Srbskem – podepsán byl deset dnů před atentátem na arcivévodu Ferdinanda. Dále se zasloužil o zrušení práva veta, které měly velké evropské katolické mocnosti při volbě papeže od 16. století.
Za první světové války spravoval vatikánský registr válečných zajatců. V roce 1915 navštívil Vídeň, aby pomohl nunciu Scapinellimu v jednáních s Františkem Josefem I. (týkala se rakousko-italských vztahů).

### Arcibiskup a nuncius
Nuncius v Bavorsku

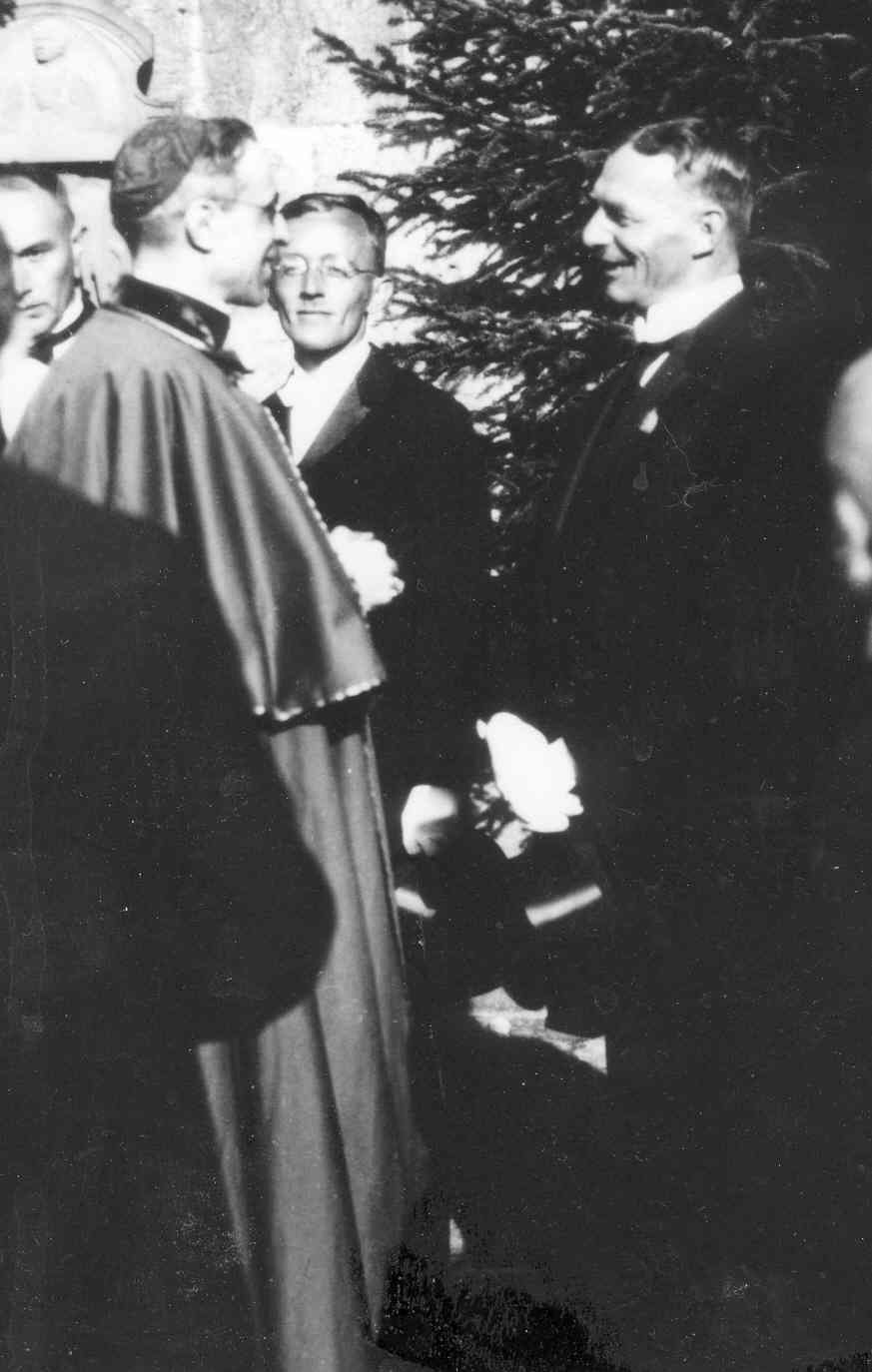
Pacelli jako nuncius v Bavorsku během návštěvy bavorské vesnice v rozhovoru s místními autoritami.

23. dubna 1917 papež Benedikt XV. jmenoval Pacelliho apoštolským nunciem v Bavorsku a titulárním arcibiskupem sardským a 13. května téhož roku jej osobně vysvětil. Spolusvětiteli byli arcibiskupové Nasalli Rocca di Corneliano a biskup Zampini. Poté odcestoval do Německa.
Jelikož v té době nebyl jmenován žádný nuncius pro Prusko či Německo, byl Pacelli používán též jako diplomat ve vztahu k celému Německému císařství a předložil německé vládě mírovou iniciativu Benedikta XV. Jednal s bavorským králem Ludvíkem i s císařem Vilémem a jeho kancléřem von Bethmann-Hollwegem. Kancléř se stavěl k mírovým návrhům pozitivně, což vedlo Pacelliho nejprve k optimistickému hodnocení situace, že je zde konečně naděje na mír. Brzy však byl krutě zklamán, protože německá generalita pořád doufala ve vítězství ve válce a kancléř byl poté, co naznačil ochotu jednat o míru, rychle přinucen k rezignaci. Pacelli se poté soustředil na činnosti spojené s papežovými humanitárními projekty.
Pacelli byl jeden z mála vysokých zahraničních diplomatů, kteří po válce neopustili Mnichov ani během poválečných nepokojů a krátké existence Bavorské republiky rad. Tehdy také musel jednoho dne čelit bojůvce Spartakovců, kteří vpadli na nunciaturu a ohrožovali jej zbraněmi, údajně je však přesvědčil, aby bez dalších incidentů odešli. Tato příhoda je dodnes až anekdoticky připomínána (někdy s přirovnáním k slavnému jednání papeže Lva Velikého s Attilou) a někteří autoři se domnívají, že tato událost stála u základů ostře nepřátelského postoje Pia XII. ke komunismu, případně k celé levici. Na druhé straně Pacelli měl i později srdečné vztahy s některými levicovými politiky (Friedrich Ebert či Philipp Scheidemann) a řada autorů namítá, že na takovéto zkratkovité tvoření názorů byl prostě příliš inteligentní.

### Nuncius v Berlíně

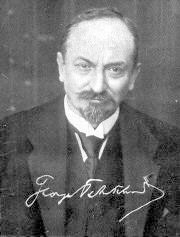
Jako nuncius v Německu Pacelli též tajně vyjednával se sovětským ministrem zahraničí Čičerinem.

22. června 1920 byl Pacelli jmenován apoštolským nunciem v Německu, nicméně nunciatura se z Mnichova do Berlína přestěhovala až v roce 1925, po dojednání a podepsání konkordátu s Bavorskem. Někteří klíčoví spolupracovníci, se kterými se Pacelli setkal v Mnichově s nimiž spolupracoval dál i v Berlíně, s ním už zůstali po celý zbytek života, např. jeho klíčový poradce Robert Leiber či sestra Pascalina Lehnert.
Jako nuncius byl Pacelli v Berlíně doyenem diplomatického sboru a vyvíjel mnoho společenských aktivit. Setkal se zde s mnoha významnými osobnostmi, jako byli Albert Einstein, Adolf Harnack, Gustav Stresemann, Clemens August von Galen či Konrad von Preysing a spolupracoval s Ludwigem Kaasem, vynikajícím expertem na vztah mezi církví a státem, působícím v Deutsche Zentrumspartei (od roku 1928 jejím předsedou).
Mimo plnění reprezentativních a pastoračních povinností věnoval Pacelli v Německu většinu času přípravě konkordátů s Německem a některými německými státy (viz níže). Jelikož však nebyl žádný nuncius v Sovětském svazu, byl v roce 1925 pověřen tajným jednáním i s tímto státem, kde byla katolická církev krutě pronásledována. Jednal se sovětskými diplomaty v Německu, později se i několikrát setkal s ministrem zahraničí Čičerinem. Jednání nevedla (a vzhledem k naprosto odlišným představám obou stran ani nemohla) vést k nějakým reálným výsledkům, byť tajně pokračovala až do roku 1927, kdy je Pius XI. nařídil Pacellimu ukončit. Sovětská strana jevila ochotu dohodnout se na několika nepodstatných detailech, ale zcela odmítla klíčové požadavky Svatého stolce (konkrétně požadavky umožnit náboženské vzdělávání a svěcení kněží a biskupů).
Na rozdíl od Vatikánu, Pacelli osobně podporoval tzv. Výmarskou koalici mezi křesťanskými demokraty, liberály a sociálními demokraty v Německu. Ačkoliv měl velmi srdečné vztahy s vrcholnými představiteli strany Zentrum, nepřizval je k jednání s německou vládou, neboť Vatikán dával ve vztazích s touto vysoce organizovanou stranou najevo značnou zdrženlivost. Pacelli podpořil snahy německé diplomacie o odmítnutí dodatečných opatření, která si prosazovaly vítězné mocnosti. Ostře se postavil proti jejich požadavkům na administrativní oddělení církevní správy Sárska od německé církve, které prosazovala Francie, podpořil dosazení apoštolského administrátora v Gdaňsku a pomáhal s integrací německých kněží vyhnaných z Polska.
Na druhé straně nebyly jeho vztahy k vládě tak úplně nekonfliktní. Pacelli kritizoval německou politiku ohledně finančních reparací jako nenápaditou a postrádající smysl pro realitu. Vyjádřil politování nad povolením k návratu z exilu pro korunního prince Viléma, neboť to považoval za destabilizující. V roce 1923 Svatý stolec jeho ústy veřejně odsoudil německé sabotážní akce zaměřené proti francouzské okupaci Porúří. Když byl v roce 1929 odvolán do Říma, dočkal se mnoha díků, ocenění a vyjádření obdivu ze strany jak katolíků, tak protestantů a byl u německých věřících populárnější, než kterýkoliv domácí kardinál nebo biskup.

### Státní sekretář a camerlengo

Znak kardinála Pacelliho

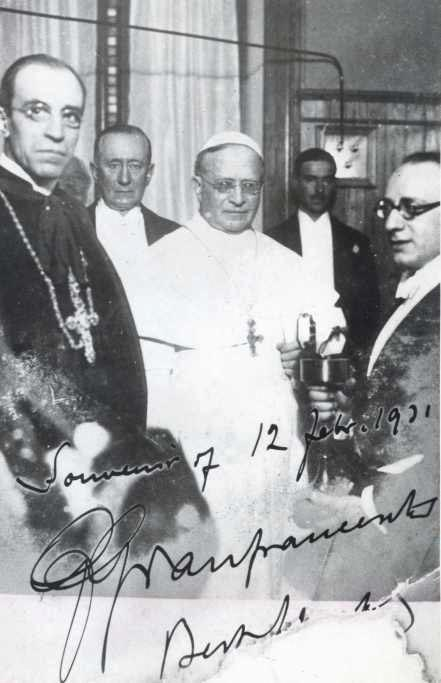
Papež Pius XI. a státní sekretář Eugenio Pacelli při slavnostní inauguraci Radia Vatikán (1931)

16. prosince 1929 papež Pius XI. jmenoval Pacelliho kardinálem a 7. února 1930 jej povolal do úřadu Státního sekretáře. V této funkci podepsal Pacelli konkordáty s řadou nekomunistických státu, včetně konkordátu s Bádenskem (1932), Rakouskem (1933), Německem (tzv. Říšský konkordát, 1933) a Jugoslávií (1935). Konkordáty zajišťovaly katolické církvi právo svobodně zřizovat a řídit mládežnické organizace, školy, nemocnice a charity a zajišťovaly její právo na svobodné provozování kultu, svěcení kněží a jmenování biskupů. Zajišťovaly též, že státy budou akceptovat některé části kanonického práva (konkrétně šlo většinou o předpisy upravující uzavření a nulitnost manželství). V roce 1935 byl jmenován camerlengem.
Z pověření Svatého stolce vykonal mnoho diplomatických cest po Evropě a Americe, více než kterýkoliv jeho předchůdce. Papež Pius XI. to vyložil msgre. Tardinimu tak, že si jej připravuje jako svého nástupce a tak ho posílá do světa, aby si vytvořil potřebné kontakty a získal zkušenosti. V roce 1936 navštívil Spojené státy americké a setkal se s Coughlinem a Rooseveltem. Hodně tehdy pomohl Rooseveltovi a řadě katolických biskupů, když podnikl rázné kroky, které vyústily v radikální omezení Coughlinova vystupování v rádiích. Přátelské styky mezi Pacellim a Rooseveltem vedly posléze k tomu, že prezident v roce 1939 navázal s Vatikánem neoficiální diplomatické styky, když vyslal ke Svatému stolci svého osobního poradce (vyslání oficiálního velvyslance by vyžadovalo souhlas Senátu, jehož udělení bylo v té době spíše nepravděpodobné). Tím byly fakticky obnoveny diplomatické vztahy mezi Spojenými státy a Svatým stolcem, přerušené v roce 1870.
Rok před svým zvolením papežem, dne 26. ledna 1938, vedl křest infanta Juana Carlose (španělský král v letech 1975 až 2014) v Palazzo di Malta v Římě.
Jako papežský legát Pacelli předsedal mezinárodnímu eucharistickému kongresu v Buenos Aires (10.–14. října 1934) a v Budapešti 25.–30. května 1938.
Někteří historikové tvrdí, že Pacelli jako státní sekretář odradil umírajícího Pia XI. od odsouzení Křišťálové noci, o které byl informován apoštolským nunciem v Německu. Taktéž v případě encykliky Humani generis unitas, kterou měl Pius XI. připravenou v září 1938 a která obsahovala otevřené a jasné odsouzení veškerého antisemitismus a rasismu, mohla být odložena „ad akta“ na základě jeho naléhání. Jako papež pak Pacelli použil některé její části ve své inaugurační encyklice Summi pontificatus. Ta sice na jedné straně nejmenuje výslovně nacismus ani antisemitismus, na straně druhé zcela jednoznačně odsuzuje rasismus jako učení příčící se základům křesťanské víry.

#### Konkordát s Německem

Napůl protihráčem a napůl spojencem byl Pacellimu při vyjednávání o Říšském konkordátu Franz von Papen. Hitler je ovšem převezl oba, nikdy neměl v úmyslu konkordát dodržovat.

Poválečná doba byla pro Svatý stolec obdobím uzavírání nových konkordátů. Bylo to nevyhnutelné: vznikly nové státy, u starých často došlo k radikální změně mocenských principů či přímo formy vlády. V letech 1922–1932 bylo Svatým stolcem uzavřeno celkem 16 konkordátů a významných mezinárodních smluv. Celoněmecký Říšský konkordát podepsaný 20. července 1933, byl z nich nejdůležitější a také nejkontroverznější. Nikoliv pro svůj obsah, který je stále platný, ale pro čas a okolnosti jeho podepsání.
Říšský konkordát nebyl samostatnou entitou, byl součástí systému čtyř navzájem se ovlivňujících konkordátů, který krom něj tvořily konkordáty s Bavorskem (1924), Pruskem (1929) a Bádenskem (1932). Pro církev byl enormně důležitý, neboť Ústava Výmarské republiky dávala státu velkou moc v oblastech vzdělávání a kultury, tedy tam, kam se upíral její hlavní zájem. Potřeba konkordátu byla vnímána o to naléhavěji, že sílila moc Hitlera a jeho nacismu, které církev považovala za nepřátele. Kardinál Pacelli věřil, že konkordát bude štítem ukovaným z mezinárodního práva, který církev ochrání před pronásledováním.
Pacelli jako státní sekretář proto považoval konkordát s Německem za svůj hlavní cíl a jako zkušený diplomat s přehledem v německé problematice neváhal zasahovat do jeho přípravy a jednání o něm. Pokoušel se jej dojednat již jako nuncius, ale jednání byla bezvýsledná jednak pro antikatolicismus v řadách vládních sociálních demokratů, jednak pro nestabilitu německých vlád.
Konkordát byl uzavřen krátce poté, co Německo uzavřelo podobné dohody s protestantskými církvemi. Problém byl, že tato smlouva byla prvním velkým mezinárodním počinem Hitlerovy vlády, že patrně byla vyměněna za schválení zmocňovacího zákona (dávajícího Hitlerově vládě legislativní pravomoc) a že součástí dohod bylo ukončení činnosti kněží v politice, což se ukázalo být smrtící pro katolickou stranu Zentrum. Hitlerovi tak schválení konkordátu přineslo mezinárodní uznání a usnadněnou cestu k moci.
Čas ukázal, že konkordát možná byl omylem, neboť nacistické Německo jej dodržovalo jen, pokud se mu to hodilo. Pacelli ještě jako státní sekretář vznesl 55 protestů proti závažným porušením konkordátu, věnovala se jim i encyklika Mit brennender Sorge, na jejíž tvorbě se Pacelli významně podílel. Po propuknutí války se situace ještě zhoršila. Na druhé straně určitou ochranu konkordát představoval, je ovšem otázkou, zda to stálo za to. Pacelli už jako papež v dopise pasovskému biskupovi (z 10. června 1941) připustil, že konkordát nesplnil očekávání: „Historie říšského konkordátu ukazuje, že druhá strana navzdory formálním dohodám postrádá i ty nejzákladnější předpoklady k akceptování alespoň té minimální svobody pro církev, která by jí ještě umožnila žít a pracovat“. Na druhé straně Pacelli i přes to po celý život považoval říšský konkordát za nutnost, protože navzdory tomu, že katolická církev byla v Německu pronásledována, byl to podle něj jen slabý odvar toho, co by se dělo, kdyby konkordátu nebylo.

#### Papežská volba
Eugenio Pacelli byl od počátku hlavním kandidátem v boji o papežský trůn. Podle komentátorů mu navíc nahrávaly hned tři faktory: jeho diplomatické zkušenosti a znalost Německa (hrozba války byla už nepřehlédnutelná), jeho 63. narozeniny připadající na druhý den volby a zejména fakt, že bylo všeobecně známo, že Pius XI. si jeho volbu přál a vychovával si jej jako svého zástupce. Msgre. Tardini si poznamenal do deníku, že mu Pius XI. opakovaně prorokoval, že se Pacelli stane papežem a že to bude vynikající papež. Kardinál Pacelli byl zvolen papežem již druhý den volby. Přijal jméno Pius XII., což odůvodnil úctou ke svému předchůdci Piovi XI..

## Papež

Znak Pia XII.

V nejširší veřejnosti je Pius XII. známý hlavně pro politické přesahy a aspekty svého působení za druhé světové války a holokaustu, případně pro oficiální vyhlášení exkomunikace pro příslušníky komunistických stran a jejich podporovatelů. Méně známé jsou jeho ostatní aktivity, týkající se církevní správy. Zejména v řadách ostatních křesťanů je jakž takž rozšířeno povědomí o tom, že ex cathedra vyhlásil dogma o nanebevzetí Panny Marie, jeho další počiny však už tolik známé nejsou. Pius XII. přitom zásadně změnil mnoho oblastí fungování církve, v mnoha ohledech proměnil praxi uplatňování církevních zásad a vydal řadu encyklik, které zásadně ovlivňují život katolické církve dodnes. Stal se též prvním papežem, který začal sdělovat své poselství lidem skrze rádio a televizi.

### Personální politika
Pius XII. jmenoval po svém zvolení státním sekretářem zkušeného diplomata kardinála Maglioneho. Maglione ovšem nikdy nezískal takový vliv, jako měl v úřadu Pacelli, neboť Pius XII. věnoval velkou část své důvěry jednak svým osobním poradcům, jednak Maglioneho podsekretářům Montinimu (pozdější Pavel VI. spravoval „vnitřní sekci“) a Tardinimu (spravoval „vnější sekci“). Po Maglioneho smrti v roce 1944 už Pius XII. post státního sekretáře neobsadil a část jeho gesce vyřizoval sám. Rovněž ve velké míře zasahoval do činnosti uvnitř kuriálních kongregací. V roce 1953 chtěl oba jmenovat kardinály, ale oba tuto poctu odmítli, tak jim později udělil alespoň privilegium nosit biskupské insignie. Montiniho pak později ale pro rostoucí neshody úřadu zbavil a jmenoval jej arcibiskupem milánským. Tardini zůstal a později se stal kardinálem a státním sekretářem z rozhodnutí Jana XXIII.
Personální politika Pia XII. postupně směřovala k tomu, aby se katolická církev, na nejvyšších místech dosud ovládaná italským klérem, stala skutečně mezinárodní. Na postech jeho poradců se prosadili Němci a Holanďané, jako byli Robert Leiber, Augustin Bea či Sebastian Tromp. Postupně též začal navyšovat vliv a postavení doposud přehlížené katolické církve ve Spojených státech amerických, velice spolupracoval zejména s Francisem Spellmanem, kterého jmenoval arcibiskupem z New Yorku. Spellman se také stal prvním americkým biskupem, kterého papež osobně vysvětil. Druhá světová válka jeho úsilí do značné míry utlumila, nicméně po ní je znovu rozjel plnou silou. Postupně jmenoval do řady významných úřadů další a další neitaly, například Američana Josepha Hurleyho za regenta nunciatury v Bělehradě, Geralda O’Haru nunciem v Rumunsku a Muencha nunciem v Německu. Na nižších postech měl postupný příliv neitalů doslova masový charakter.
Své úsilí zmezinárodnit církev na všech úrovních završil papež Pius XII. při tzv. Velké konzistoři v roce 1946, kdy masově jmenoval kardinály s neitalským a neevropským původem a Italové ztratili pět set let trvající většinu v Kolegiu kardinálů. Italští preláti přijali Piovo úsilí v tomto ohledu víceméně kladně, nevzniklo proti němu žádné protestní hnutí ani otevřená opozice.

### Tři cíle Pia XII.
Pius XII. si při svém zvolení vytkl tři důležité cíle svého pontifikátu:
- vytvořit nový překlad Žalmů, denně recitovaných kněžími a věřícími
- definovat dogma o nanebevzetí Panny Marie
- rozšířit archeologický průzkum pod svatopetrskou bazilikou

Poslední bod byl dost ožehavý, jednak vykopávky mohly vzbudit pohoršení, jednak zde byly technické obtíže s vykopávkami pod hlavním oltářem. Pius XII. ovšem hodlal vykopávky provést, protože si od nich sliboval definitivní potvrzení či vyvrácení tvrzení, že bazilika stojí na hrobě svatého Petra.
Překlad Žalmů byl hotov v roce 1945, dogma bylo vyhlášeno v listopadu 1950 a tentýž rok byly zveřejněny první výzkumy vztahující se k hrobu svatého Petra. Pod oltářem byl skutečně objeven hrob, který církev považuje za hrob Svatého Petra, nicméně ne všichni s tím souhlasí.

### Prezentace postojů
Pius XII. byl prvním papež, který začal ve významném rozsahu používat masmédia. Byl též první z papežů, jehož dokumenty, proslovy a encykliky byly pronášeny nebo se překládaly do lokálních jazyků, před ním se v nich takřka výhradně používala latina a papežské dokumenty se vydávaly pouze v rámci Akt Apoštolského stolce (Mit brennender Sorge byla pouze výjimka z tohoto pravidla). Některé dokumenty ovšem zůstaly nezveřejněné. Ne všechny z nich se zachovaly či jsou k dispozici, v roce 1944 byla část z nich spálena nebo zazděna v důsledku obav z okupace Vatikánu vojsky nacistického Německa.
- přístupné soubory dokumentů a proslovů Pia XII.
  - Acta Apostolicae Sedis, Vatikán 1939–1958. Oficiální dokumenty pontifikátu Pia XII. (lat.)
  - Pio XII, Discorsi e Radio Messaggi di Sua Santita Pio XII, Vatikán 1939–1958 – oficiální projevy Pia XII., 20. dílů (it.)
  - Pio XII, Discorsi Ai Medici, sestavil Fiorenzo Angelini, Řím 1959, 725 stran – soubor projevů soustřeďujících se na lékařskou etiku (it.)
  - Soziale Summe Pius XII ed. A. F. Utz, J. F. Gröner, 4010 stran – neteologické učení 1939–1958, 3 díly (něm.)
  - Guide to the Documents of Pope Pius XII od M. Claudia, Westminster, Maryland 1955 (angl.)

Malé procento dokumentů Pia XII. je na stránkách Vatikánu, některé vyšly jednotlivě, zejména encykliky. V češtině existuje běžně dostupné knižní vydání encykliky Humani generis, na internetu se vyskytují neoficiální české překlady např. encykliky Mediator Dei.

### Učení
Pius XII. napsal mnoho encyklik a zpráv a měl obrovské množství proslovů, v nichž objasňoval zásady katolické víry a aplikoval je na nové výzvy moderního světa. V encyklikách Mystici corporis a Mediator Dei měnil tradiční pojetí církve a pasivní roli laiků v ní. Obě encykliky se hodně promítly do idejí Druhého vatikánského koncilu. Encyklika Divino afflante Spiritu, která měla obrovský dopad na další vývoj katolické biblistiky. Ovšem jeho učení a jeho dopady jsou mnohem rozsáhlejší a je těžké je stručně shrnout.

#### Jednota lidské společnosti
Ve své první encyklice Summi pontificatus, vydané 20. října 1939, papež Pius XII. rozvinul hlavní téma svého pontifikátu. Tou je univerzálnost křesťanství a jednota lidské společnosti. Encyklika zdůrazňuje, že Bůh stvořil všechny národy k tomu, aby obydlely celou zemi, a tudíž z tohoto pohledu neexistují žádné rasové rozdíly; že Kristus miluje všechny lidi, bez rozdílu a bez toho, aby nějaké vyloučil. Encyklika tak zcela jednoznačně odsuzuje rasismus, neboť ten je v rozporu se základními myšlenkami křesťanské víry. Zároveň zde papež odsoudil napadení Polska a vraždění jeho obyvatel. Encyklika též odsuzuje vynucené konverze.

#### Církev
Téma encykliky Summi pontificatus částečně rozvíjí encyklika Mystici corporis, která se zabývá katolickou církví jakožto Mystickým tělem Kristovým. Církev je nazývána tělem, protože je živou entitou, tělem Kristovým. Protože Kristus je jejím zakladatelem a srdcem, je mystickým tělem, protože není ani čistě fyzickou, ani čistě duchovní jednotkou, ale je nadnárodní. Encyklika zásadně rozšiřuje roli laiků v církvi.

#### Liturgická reforma
Reforma Pia XII. navazuje na snahy obnovy liturgie, které reprezentovaly lokální liturgická hnutí, která se objevují v 19. století a pokoušejí se liturgii více demokratizovat a učinit srozumitelnější lidem. Papež Pius XII. také podporoval studium patristických pramenů o liturgii. Prosazoval, že liturgie je záležitostí nejen hlavy, ale i údů, tedy celé církve. Papež varuje před prázdným obřadnictvím, do kterého měla liturgie tendenci upadat. Tento vývoj liturgie shrnul v encyklice Mediator Dei, vydané v roce 1947.
Encyklika neznamenala konec liturgické obnovy. V roce 1948 zřizuje komisi pro liturgii, která pracovala v naprostém utajení na dalších reformách. V roce 1952 vstupuje v platnost reforma velikonoční vigilie, která se do té doby slavila nesmyslně v sobotu ráno, namísto sobotního večera. O tři roky později v roce 1955 je provedena reforma celého velikonočního týdne.
Liturgická reforma Pia XII. znamenala také povolení sloužit večerní mše svaté a s tím byla spojená změna postních pravidel před přijímáním eucharistie. Jazykem mše svaté zůstávala latina, ale došlo k schválení dvojjazyčných rituálů (křest, svatba).

#### Bible
Po Tridentském koncilu došlo k sjednocení latinských překladů bible, což bylo pozitivum, ale na druhé straně se začala objevovat nedůvěra k překladům a nastal horší přístup k původním textům v originálních jazycích. Všeobecně v potridentské době katolíci neumějí příliš pracovat s textem. Na přelomu 19. a 20. století však dochází k rozmachu katolické biblistiky, která je pozadu za protestantskou. Za pontifikátu Lva XIII. je zřízena Jeruzalémská biblická škola, kde vychází periodikum Revue biblique. V roce 1893 Lev XIII. pouští do světa encykliku Providentissimus Deus a je založena Papežská biblická komise (PBK). Následný pontifikát Pia X. má k novým vědeckým metodám v biblickém bádání nedůvěru a 14 dekrety PBK de facto zastaví vývoj katolické biblistiky.
V roce 1936 se E. Pacelli, pozdější Pius XII. setká s Jeanem Guitonem, teologem a filosofem a dalšími francouzskými biblisty a zeptá se jich, co si odborná veřejnost ve Francii myslí o dekretech PBK z počátku století, které nedovolovali svobodné bádání v oblasti biblistiky. Dostalo se mu odpovědi, že jsou všem pro smích. Tehdy Pacelli delegaci mlčky propustil.
V roce 1943 k 50. výročí encykliky Providentissimus Deus vyhlašuje Pius XII. encykliku Divino afflante Spiritu. Reaguje na postup archeologických výzkumů v Palestině. Doporučuje studium starých jazyků. Původní text má větší autoritu, než sebelepší překlad. Encyklika privileguje originální text před latinským překladem při studiu. Výklad nemůže být za každou cenu alegorický, je třeba hledat literární význam a odhalit duchovní smysl textu. Encyklika dále potvrzuje existenci literárních druhů v Bibli. Přitaká historicko-kritické metodě.
Encyklika znamenala nový vítr do plachet katolické biblistiky. V roce 1955 následuje veřejné prohlášení, že odteď je svoboda ve všech otázkách biblického bádání. Na encykliku Divino afflante Spiritu následuje dokument Druhého vatikánského koncilu Dei Verbum a dokument PBK Výklad Bible v Církvi.

#### Mariánská teologie

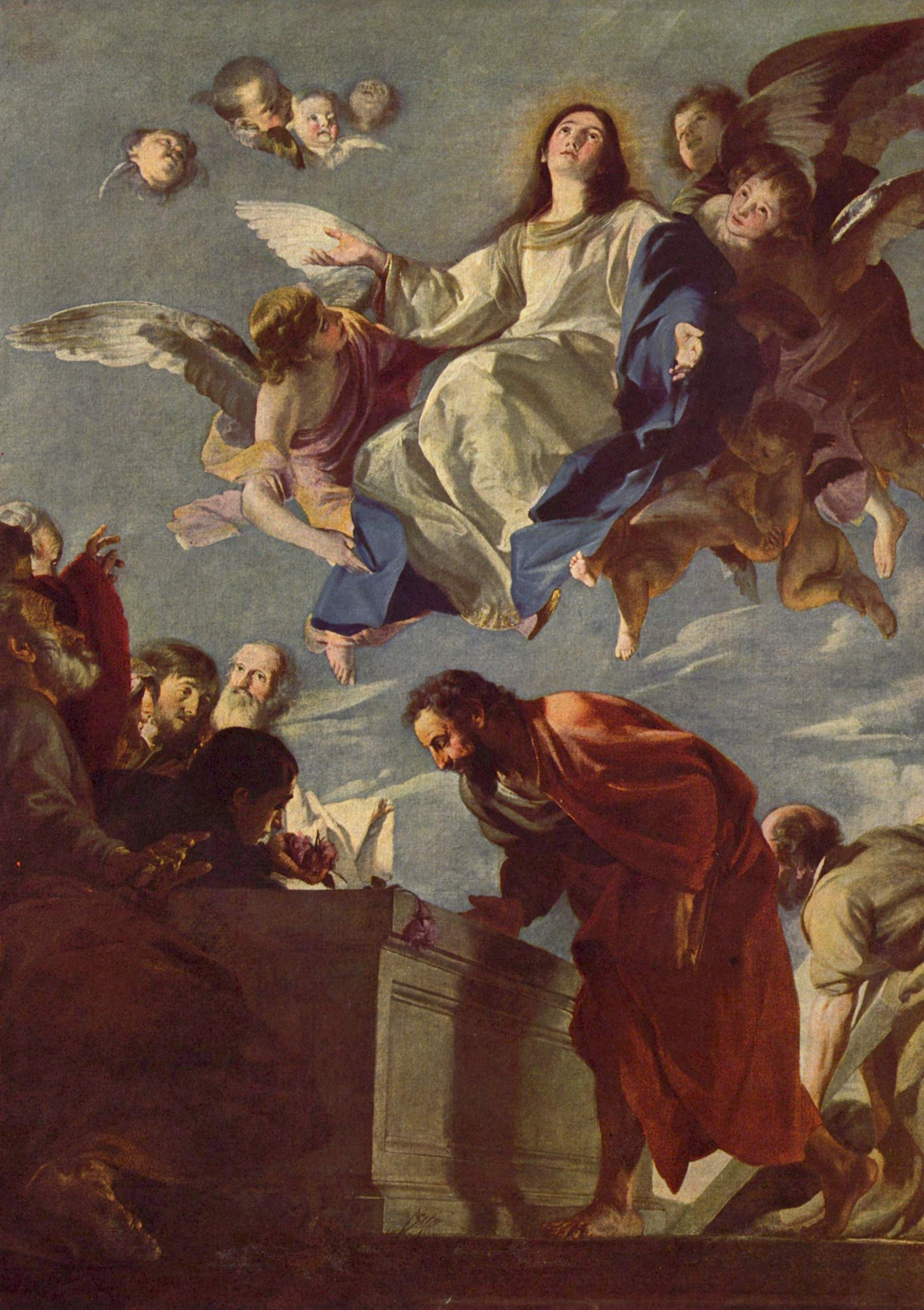
Mateo Cerezo, Nanebevzetí Mariino, kolem 1650.

#### Morálka
Lékařská teologie
Sexualita a svědomí

#### Teologie a věda
Podle Pia XII. jsou věda a náboženství sestry, různé způsoby vyjádření „Boží přesnosti“, a není tedy možné je stavět dlouhodobě proti sobě. Ve své encyklice Humani generis, která je považována z teologického hlediska za jednu z nejdůležitějších jeho pontifikátu, se vyrovnává s novými směry v teologii a filosofii a s evoluční teorií. Ústředním stanoviskem jeho encykliky je tvrzení, že není možno akceptovat takové teorie, které jsou v jednoznačném rozporu s katolickou naukou a že jednoznačná rozhodnutí Magisteria a papeže nelze zpochybňovat. V případě evoluční teorie objasňuje nauku katolické církve o stvoření člověka tak, že Bůh stvořil a vdechl člověku duši a že tedy tato hypotéza není v rozporu s katolickou naukou, pokud popisuje pouze proces stvoření těla a neimplikuje nepřijatelné filosofické interpretace, a může být v této podobě vyučována.

### Blahořečení a svatořečení

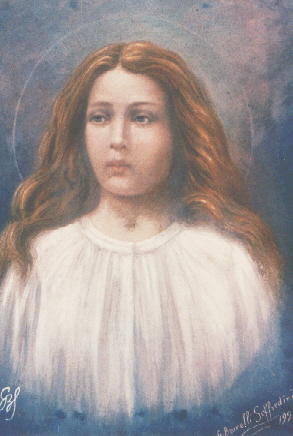
Svatořečení Marie Goretti se zúčastnilo přes 500 tisíc převážně mladých lidí. Papež je proto provedl nikoliv v bazilice sv. Petra, jak bylo zvykem, ale na Svatopetrském náměstí. Je jednou z nejuctívanějších světic současnosti.

Pius XII. blahoslavil a svatořečil značný počet lidí, větší pozornost vyvolala především: blahořečení (1950) a svatořečení (1954) Pia X., blahořečení (1947) a svatořečení (1950) Marie Goretti a blahořečení Inocence XI. (1956). Mezi další známé a široce uctívané svatořečené tímto papežem patří především Dominik Savio, Ignác z Láconi a Gemma Galgani.

### Druhá světová válka
Pontifikát Pia XII. započal krátce před vypuknutím druhé světové války. Pius XII. se nejprve zoufale pokoušel válku odvrátit a poté se formálně snažil zůstat neutrální, což se (stejně jako v případě Benedikta XV. a první světové války) setkávalo s nepochopením obou stran konfliktu. Hlavními stratégy diplomacie Svatého stolce v době druhé světové války byli kromě samotného papeže, který si nepochybně udržel pozici tvůrce konečných rozhodnutí, ještě státní sekretář Luigi Maglione a podsekretář Domenico Tardini, který působil de facto jako ministr zahraničí Vatikánu, byl hlavním poradcem Maglioneho i Pia XII. a vedl většinu důležitých jednání s velvyslanci akreditovanými u Svatého stolce.
Pokud jde o skutečnou pozici Vatikánu a Pia XII., faktem je, že ve skutečnosti tak úplně neutrální nebyl – podrobný rozbor jeho kroků (včetně zákulisních) ukazuje, že považoval Německo a Sovětský svaz za agresory a nepřátele a stranil západním spojencům. Ví se například bezpečně, že Svatý stolec v roce 1940 tajně varoval Belgii, Nizozemsko, Francii a Velkou Británii (první dva státy prostřednictvím nunciů 3. května, druhé dva přes velvyslance akreditované u Svatého stolce 6. května) před zahájením německého útoku.
Papež čelil tlakům ze strany Spojenců na hlasité odsouzení zvěrstev a agresí ze strany Osy, čemuž ovšem bránila snaha ochránit jednak samotné katolíky v zemích Osy a na Osou porobených území, jednak církevní struktury, jednak svoji vlastní formální neutralitu, která umožňovala uchovat si jistý vliv a možnosti k intervencím v diplomatické sféře. Pius XII. v této věci zastával názor, že hrozba veřejného protestu je v tomto případě patrně účinnější, než jeho realizace – a každopádně ji lze používat opakovaně bez toho, aby následovaly rozsáhlé krvavé vendety ze strany nacistů. Protestoval tedy spíše v zákulisí.
Také zde byl problém, že Vatikán mohl podle svého stanoviska jen těžko odsoudit zvěrstva Osy, aniž by rovněž odsoudil tatáž zvěrstva páchaná Sovětským svazem, což si však Spojenci zásadně nepřáli (je třeba si uvědomit, že Svatý stolec vnímal po celou válku Sovětský svaz a komunismus jako nepřítele stejně krutého a mnohem nebezpečnějšího, než nacistické Německo a nacismus). Vatikán ale vyšel vstříc Spojencům v tom, že po přepadení SSSR dodal dobrozdání, že pomoc ruskému lidu čelícímu německé agresi není nutně pomocí a podporou komunismu, která je katolíkům zakázaná, čímž výrazně snížil odpor katolických mocenských kruhů v USA proti vojenské spolupráci se Sovětským svazem.
Veřejné protesty Vatikánu a odsouzení zvěrstev byly za druhé světové války poměrně nečetné a většinou bez konkrétního adresáta, ačkoliv byly obvykle vyslovované v takových kontextech a okamžicích, že jejich adresát byl víceméně zřejmý. Takto nepřímo byly odsuzovány hlavně zvěrstva nacistického Německa, které to stavělo do nepříjemné pozice: nemohlo veřejně reagovat na tyto „nepřátelské kroky", neboť by tím oficiálně potvrdilo fakt, že bylo adresátem odsouzení. V mnoha případech si to ale vynahradilo tím, že se mstilo na katolících a ke křesťanství konvertovaných Židech porobených národů.
Ve věci zvěrstev a agresí Sovětského svazu byl Vatikán adresnější (např. veřejné odsouzení agrese proti Finsku a bombardování finských měst), neboť s ním byl ve střetu už od samotného vzniku bolševického Ruska, neměl na něj žádný významný diplomatický vliv, který by chtěl uchovat, a pronásledování katolíků na území ovládaném Sověty mělo takové rozměry, že jeho další zhoršení nebylo příliš reálné.
Diplomatické aktivity Svatého stolce směřovaly po celou dobu války zejména k následujícím cílům:
- ochránit katolíky a církevní struktury jak před nacistickým Německem, tak před Sovětským svazem
- ochránit civilní obyvatelstvo před hrůzami války
- ochránit Židy před nacistickým Německem
- ochránit Vatikán a celý Řím před vojenskými akcemi

Vatikán se (jen s malými dílčími úspěchy) dovolával dodržování Říšského konkordátu v Německu. Za veliký neúspěch považoval fakt, že nacistické Německo později výslovně omezilo jeho platnost pouze na území, které patřilo k Německu v době jeho uzavření. Striktně odmítlo rozšířit jeho platnost do porobených oblastí, kde často rozpoutávalo kruté pronásledování katolíků – jednak protože nacismus považoval církev (stejně jako ona jeho) za přirozeného nepřítele, jednak v některých konkrétních případech šlo zjevně o mstu za to, že Vatikán odmítl přizpůsobit územní členění církevní správy německým územním ziskům (šlo zejména o Německem požadované změny hranic a obsazení diecézí v Sudetech a na polském území, které se po dobytí připojilo přímo k Německu). Na druhé straně Vatikán, aby zajistil duchovní péči o obyvatelstvo dotčených oblastí, udělil nad nimi dočasné mimořádné pravomoci německým biskupům, což mu bylo Spojenci vyčítáno.
Rok před koncem druhé světové války Hitler nařídil svému generálovi Karlu Wolffovi, aby unesl Pia XII. do Německa. Ten však rozkaz odmítl provést a navíc papeže varoval.

### Holokaust

#### Spory a kritika
- 1) Mlčení a nicnedělání

Téma „Pius XII., Vatikán a holokaust“ představuje nejkontroverznější a nejcitlivější téma papežova života. Řada autorů ve svých dílech obviňuje Pia XII., že „k holokaustu mlčel, že mu nebránil, že o něm věděl, ale tajil jej, že proti němu nic neudělal“ a nazývá ho antisemitským papežem (tento postoj reprezentují třeba Hochhuthova hra Náměstek či Cornwellův Hitlerův papež).
Naproti tomu jiní autoři upozorňují, že nikdo neudělal pro záchranu Židů více než právě Pius XII., že papežovo „mlčení“ (které nebylo ani zdaleka absolutní) bylo jen taktickým rozhodnutím, které vycházelo z poznání, že prací v zákulisí a podzemí bude možno dosáhnout mnohem lepších výsledků. Dokládají řadu iniciativ papeže a Vatikánu na záchranu Židů a citují podporu této mlčenlivé taktiky ze strany soudobých představitelů Židů, jakož i jejich názory, že pokud by papež promluvil, přineslo by to smrt tisícům dalších obětí z řad Židů i katolíků. Citují též řadu díků a ocenění, kterých se papeži Piu XII. dostalo od známých soudobých židovských osobností (např. Albert Einstein) a čelných představitelů (např. izraelská premiérka Golda Meirová či vrchní římský rabín Israel Zolli). Literaturu tohoto typu představují například Mýtus Hitlerova papeže rabína Dalina či Bletův Pius XII. a druhá světová válka ve světle vatikánských archivů).
Kritiku ve smyslu mlčení a neutrality k holokaustu obsahoval i popisek věnovaný Piu XII. v památníku Jad vašem. Ten vedl v roce 2007 k ostrému sporu mezi památníkem a Antoniem Francem, apoštolským nunciem v Izraeli, který požadoval jeho odstranění. Památník se tomu vzepřel s tím, že není možné prosazovat diplomatickým tlakem změny historického výzkumu, přislíbil však, že znění popisku prošetří. Kritiku popisku ovšem podpořili i někteří židovští historici. Např. sir Martin Gilbert označil kritizovaný popisek za „příliš zkreslený stenozáznam“, který je místy zavádějící a místy vyloženě nepravdivý. Jad vašem později popisek odstranil a nahradil texty, které oceňují aktivity Pia XII. na pomoc židům.
Další autoři se zaměřují na papežovy a vatikánské aktivity a kritizují je samé. Kritizují zejména fakt, že papež holokaust veřejně a výslovně adresně neodsoudil. Řada z nich to staví jako morální povinnost a vůbec se přitom nezabývá možnými důsledky. Další kritici pozitivní efekt ve prospěch Židů u tohoto prohlášení považují za samozřejmý a deklarují ho, aniž by však toto své tvrzení doložili nějakou seriózní analýzou. Obhájci papeže poukazují na efekt protestu nizozemských biskupů, který byl přesně opačný a znamenal rozšíření perzekucí a smrt pro řadu pokřtěných nizozemských Židů, kteří měli být původně ušetřeni, jakož i na souhlas židovských představitelů s metodou „tichého a zákulisního odporu“.
Na druhé straně je nutno připustit, v některých případech byl postup vatikánské diplomacie opravdu dosti kontroverzní. Jedním z nejkritizovanějších bodů je fakt, že Svatý stolec na dotaz vlády ve Vichy dodal dobrozdání, že její nové rasové zákony nejsou v rozporu s katolickou vírou. Nuncius Valeri byl tímto stanoviskem natolik šokován, že ho osobně ověřoval u státního sekretáře Maglioneho, který je podpořil. Nutno ale podotknout, že dané zákony byly podstatně mírnější než německé, nebo slovenské (ty druhé Svatý stolec ostře odsoudil v roce 1941) a je zde možnost, že se Vatikán obával, že by si Německo později vynutilo přijetí jiných, mnohem horších.
V roce 2023 byla objevena korespondence papežova sekretáře Roberta Leibera, která dokládá, že papežský stolec dostával o probíhajícím holokaustu poměrně přesné informace přímo z Německa a ve stejné době byl informován i skrz depeše od západních spojenců.
- 2) Pomoc jen pokřtěným Židům

Další bod sváru je obviňování papeže a církve, že jeho aktivity směřovaly především k ochraně pokřtěných Židů, nikoliv Židů jako celku. Zřetelné zdůrazňování zájmu o pokřtěné Židy je sice nepopiratelné, ovšem obhájci papeže to vysvětlují tím, že Vatikán měl jednak v jejich případě větší možnosti (u pokřtěných Židů mohl napadat některé části protižidovských zákonů a nařízení jako odporující konkordátům a dalším smluvním závazkům a dohodám mezi Svatým stolcem a zúčastněnými státy, neboť často jasně porušovaly dohody o svobodném výkonu náboženských úkonů, jako byl křest, uzavření sňatku a podobně), jednak že Vatikán byl jediný, kdo se jich zastával, protože většina židovských organizací, které se snažily pronásledovaným Židům pomáhat, definovala Židy nábožensky a ty pokřtěné považovala za odpadlíky, kteří nemají na jejich pomoc nárok.
Zde je taky poukazováno na to, že papež a jeho podřízení ustavili velice benevolentní přístup k židovským konverzím: nejprve docházelo k masovému udělování dispensí od řádné přípravy před křtem a pokřtěné nikdo zvlášť nekontroloval, zda víru praktikují. Když ohrožení vzrostlo, začali kněží i biskupové vydávat i falešná křestní osvědčení. Nuncius v Maďarsku Angelo Rotta vydával v roce 1944 s vědomím a svolením papeže pokřtěným i nepokřtěným Židům bez rozdílu falešná křestní osvědčení (u těch pokřtěných se často falšovalo datum křtu či další údaje), ochranné listy a dokonce i falešné diplomatické doklady. Podzemní akce se pak obecně týkaly většinou všech Židů, byť pokřtění k nim mohli mít na základě osobních kontaktů a větší snaze je vyhledávat snadnější přístup.
- 3) Počáteční váhavost

Kritici tvrdí, že papež a Svatý stolec začal pomáhat Židům až ke konci války, kdy to považoval za dobré z propagandistických důvodů a že dlouho odmítal holokaust byť i jen potvrdit, ačkoliv o něm měl podrobné zprávy. Na první část kritiky obhájci papeže poukazují na to, že snahu najít Židům zemi k emigraci lze datovat do času ještě před druhou světovou válkou a že například diplomatické protesty na Slovensku přišly v roce 1941, v čase největších německých vojenských úspěchů. Na její druhou část tvrdí, že informace, kterými Svatý stolec disponoval v době, kdy se Západní spojenci na toto dokazovaly, byly kusé a neověřitelné a že nejpodrobnější zprávy mu přišly přes zmocněnce Burzia působícího na Slovensku, který se ovšem ve svých předchozích hlášení o deportacích minimálně v jednom případě zásadně zmýlil.

#### Konkrétní pomoc
Krom výše zmíněných případů benevolentního křtění, křtění naoko a falšování dokladů pomáhala katolická církev pronásledovaným Židům mnoha dalšími způsoby. Ne všichni katolíci ovšem Židům pomáhali či pomáhali ochotně a v maximální míře (což se týká i některých kněží a biskupů) a ne o všech aktivitách musel Svatý stolec nutně vědět nebo je iniciovat.
Literatura kritizující Pia XII. má sklon bagatelizovat jeho úsilí za záchranu Židů a tvrdí, že šlo o „ojedinělé případy, o které se osobně zasadil“ a že křesťané, kteří Židům pomáhali, byli v církvi spíše disidenty, než by zakoušeli její podporu a že církevní představitelé se pouze ojediněle stavěli proti pronásledování pokřtěných Židů.
Obhájci Pia XII. tyto teze odmítají jako zcela nepravdivé. Na řadě materiálů dokládají, že vatikánská diplomacie se za Židy stavěla běžně a s plnou podporou Svaté stolce a Pia XII., že mnoho aktivit iniciovaných Piem XII. chránilo Židy bez rozdílu vyznání. David G. Dalin udává, že Svatý stolec se snažil pro tisíce Židů, kteří se skrývali na papežové letním sídle v Castel Gandolfu a římských klášterech, zajistit i košer stravu, což nesvědčí o tom, že by chtěl skrývat pouze pokřtěné Židy, stejně jako tomu neodpovídá vydávání falešných křestních osvědčení.
Pokud jde o ojedinělost pokusů o záchranu Židů, obhájci Pia XII. odhadují počet těch Židů, kteří díky Svatému stolci a katolické církvi unikli jisté smrti, v řádu statisíců, obvykle mezi půl miliónem až osmi sty tisíci. Židovský diplomat a teolog Pinchas Lapide udává ve své knize Three Popes and the Jews počet takto zachráněných na nejméně 700 000, ale pravděpodobně až 860 000. V červenci 2012 se ředitelství muzea Jad vašem rozhodlo změnit text na panelu, kde byl Pius XII. kritizován za svou údajnou nečinnost v době druhé světové války. Nový panel zmiňuje vysoký počet humanitárních aktivit, které sám papež na záchranu židů inicioval a hovoří i o jeho Vánočním poselství roku 1942, kde pojmenoval hrůzy doby.
- 1) diplomatické aktivity

Diplomatické aktivity Svatého stolce ve prospěch Židů jsou tím druhem pomoci, o které Pius XII. v drtivé většině případů nejen věděl, ale většinou je sám inicioval a řídil. Jisté je, že se pokoušel najít pro Židy útočiště, ale zde narážel na nepřekonatelnou překážku: antisemitismus (resp. rasismus, protože v řadě zemí se týkal přistěhovalců bez rozdílu) byl na světě velmi rozšířený a Židy nikdo nechtěl. Některé katolické země sice na naléhání Svatého stolce jevily určitou ochotu nějaké Židy přijmout, ale většinou pouze pokřtěné Židy a s mnoha dalšími omezeními.
Brazílie, která byla nejvstřícnější, sice souhlasila s přijetím asi tří tisíc Židů, ale příslušní brazilští diplomaté v Německu celý proces vydávání víz systematicky sabotovali a nakonec jich byla vydáno asi kolem tisíce ze slíbeného počtu. V několika případech diplomaté Svatého stolce podpořili evakuaci židovských rodin a skupin do Palestiny, ale to zase zvyšovalo napětí jak s islámem, tak s Velkou Británií, která měla Palestinu ve správě a Vatikán se nakonec, aby nezpůsobil ještě větší škody, od další podpory vycestovávání Židů do Palestiny distancoval.
Svatý stolec vyvinul v průběhu války horečnatou aktivitu k ochraně Židů v těch státech ve sféře nacistického vlivu, ve kterých měla katolická církev silné postavení. Velmi málo se intervenovalo za Židy v samotném Německu, pro což (mimo jiné) biskup Preysing ostře kritizoval nuncia Orseniga. Ten se ale hájil tím, že na základě dosavadních zkušeností je jisté, že jakýkoliv protest u nacistických úřadů přivolá na pronásledované nežádoucí pozornost a jejich situaci ještě výrazně zhorší a že tedy protestovat není rozumné. Ostré protesty směřovaly zejména na Slovensko, Maďarsko, Chorvatsko, setrvalou kampaň vedl Svatý stolec v Itálii, čilou aktivitu vyvíjeli diplomaté Svatého stolce i v dalších částech Balkánu, jako například Giuseppe Roncali (budoucí papež Jan XXIII.) v Řecku a Turecku.
Na Slovensku spojené úsilí slovenských biskupů a vatikánských diplomatů vedlo k zastavení deportací – ovšem jen do chvíle, než zemi po porážce Slovenského národního povstání obsadily nacistické jednotky. Vatikánská diplomacie dokázala stejných úspěchů dosáhnout i v Maďarsku, kde Horthy zastavil na její naléhání deportace, i zde ale došlo k jejich obnovení po zhroucení centrální vlády a ovládnutí země nacisty a pronacistickými bojůvkami. Mnohem úspěšnější byla v Itálii, kde většina Židů s její pomocí perzekucím unikla.
V některých případech Svatý stolec využil papežova dosavadního „mlčení“ k tomu, aby vyhrožoval veřejným a adresným odsouzením. Obecně lze říci, že tyto výhrůžky měly jen omezený efekt a to pouze u některých ještě poměrně nezávislých spojenců Německa, zatímco Německo si z nich nic nedělalo.
- 2) ukrývání Židů

Na ukrývání Židů se často podílely oficiální i podzemní struktury církve. Ne o všech těchto akcích Svatý stolec věděl, obecně však akce tohoto typu podporoval. Od většiny věřících na území pod nacistickou kontrolou však byl komunikačně odříznut a měl jen velmi omezené možnosti s nimi komunikovat. V Itálii, což byla jediná země, kde měl papež k dispozici nacisty nekontrolovanou komunikační síť, rozeslal v roce 1943, když už bezprostředně hrozily deportace, tajný příkaz kněžím a klášterům, aby umožnili Židům úkryt. Papež v této věci dokonce vydal bezprecedentní tajné rozhodnutí, že se klauzura klášterů nemá aplikovat v případě Židů a nacismem pronásledovaných lidí hledajících úkryt, což umožnilo ukrývat je v těch částech klášterů, kam civilisté normálně nesmějí vstoupit. Zároveň Svatý stolec poskytl Vatikán i jeho exteritoriální území pronásledovaným Židům jako chráněné útočiště, v němž se skryly tisíce z nich.
Papež nepochybně věděl i o činnosti obou Palatucciů, jejichž činnost Svatý stolec financoval.
- 3) odsouzení holokaustu

Papež několikráte odsoudil holokaust nepřímo, když veřejně kritizoval rasismus a pronásledování lidí pro jejich etnický původ. Jeho kritici ovšem často vykládají tato prohlášení jen jako prohlášení ve prospěch pokřtěných Židů. Neveřejných diplomatických protestů Svatého stolce jsou desítky a jsou zmíněny výše.

### Komunismus
Pius XII. zastával ve shodě s učením církve vůči komunismu striktně odmítavý postoj. Ideologické výhrady, plynoucí už z nepřekonatelných rozporů mezi katolickou vírou a komunistickým přesvědčením, byly v jeho případě podtrženy jednak osobními zkušenostmi s komunistickými státními útvary (jak již bylo uvedeno výše, zastupoval Svatý stolec v tajných jednáních se Sovětským svazem a jako nuncius prožil realitu Bavorské republiky rad), jednak aktuální konfrontační situací, kdy komunismus a Sovětský svaz ovládly v letech 1940–1945 řadu zemí s výrazným podílem katolického obyvatelstva a začaly v nich katolickou církev a její věřící krutě pronásledovat a likvidovat. Navíc komunistické hnutí značně sílilo i v západních zemích a lákalo i mnohé katolíky ne-li k přijetí jeho idejí, tak alespoň ke spolupráci.
Pius XII. se v případě komunismu rozhodl pro rázný a jednoznačný postoj. Komunismus považoval za ideologii stejně zvrhlou jako je nacismus, ovšem přisuzoval mu mnohem vyšší nebezpečnost, neboť svou krutost a zvrácenost lépe skrývá. V roce 1948 vstoupil do italských voleb, kde podle některých odhadů mohla zvítězit Lidovědemokratická fronta, v níž hrála rozhodující roli komunistická strana, když prohlásil, že všichni katolíci, kteří by volili komunistickou stranu, budou exkomunikováni (čímž de facto dal věřícím pokyn k volbě křesťanských demokratů). O rok později podepsal dekret Svatého ofícia, který vyhlašoval exkomunikaci všech členů a podporovatelů komunistických stran.
Konfrontační styl Pia XII. vůči komunismu je hodnocen různě, někteří historikové vysoce oceňují jeho jednoznačnost a fakt, že poskytl věřícím jednoznačný výklad a vedl k úpadku vlivu komunistických stran v západních demokraciích, na druhé straně jiní jej kritizují jako zbytečně vyostřující přístup, který neměl téměř žádné pozitivní důsledky a vedl ke zintenzívnění pronásledování církve.

## Biskupská genealogie

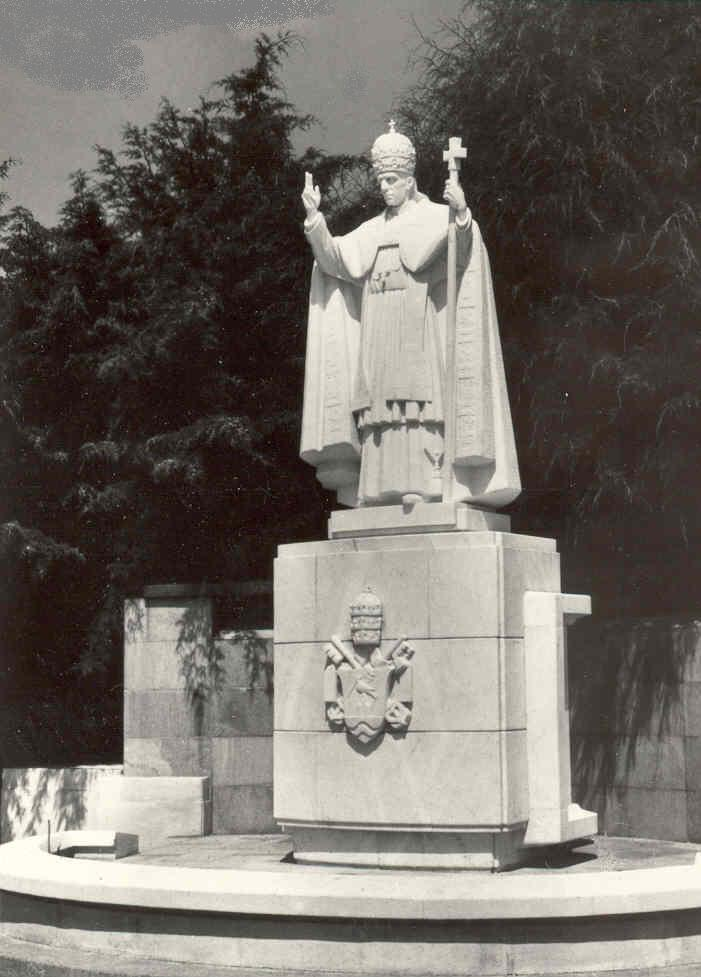
Socha papeže Pia XII. ve Fatimě

Následující tabulka obsahuje genealogický strom, který ukazuje vztah mezi svěcencem a světitelem – pro každého biskupa na seznamu je předchůdcem jeho světitel, zatímco následovníkem je biskup, kterého vysvětil. Rekonstrukcím a vyhledáním původu v rodové linii ze zabývá historiografická disciplína biskupská genealogie.
1. kardinál Scipione Rebiba
2. kardinál Giulio Antonio Santorio
3. kardinál Girolamo Bernerio, OP
4. arcibiskup Galeazzo Sanvitale
5. kardinál Ludovico Ludovisi
6. kardinál Luigi Caetani
7. kardinál Ulderico Carpegna
8. kardinál Paluzzo Paluzzi Altieri Degli Albertoni
9. papež Benedikt XIII.
10. papež Benedikt XIV.
11. papež Klement XIII.
12. kardinál Marcantonio Colonna
13. kardinál Giacinto Sigismondo Gerdil, B
14. kardinál Giulio Maria della Somaglia
15. kardinál Carlo Odescalchi, SJ
16. kardinál Costantino Patrizi Naro
17. kardinál Lucido Maria Parocchi
18. papež Pius X.
19. papež Benedikt XV.
20. papež Pius XII.

| Kardinál státní sekretář    | Kardinál státní sekretář  | Kardinál státní sekretář |
| --------------------------- | ------------------------- | ------------------------ |
| Předchůdce: Pietro Gasparri | 1930–1939 Eugenio Pacelli | Nástupce: Luigi Maglione |

| Camerlengo                  | Camerlengo                | Camerlengo              |
| --------------------------- | ------------------------- | ----------------------- |
| Předchůdce: Pietro Gasparri | 1935–1939 Eugenio Pacelli | Nástupce: Lorenzo Lauri |

| Papež                | Papež               | Papež                |
| -------------------- | ------------------- | -------------------- |
| Předchůdce: Pius XI. | 1939–1958 Pius XII. | Nástupce: Jan XXIII. |